# Instituto de Cerâmica de Jingdezhen
O Instituto de Cerâmica de Jingdezhen (景德镇 陶瓷 大学), na cidade de Jingdezhen, na província de Jiangxi, na República Popular da China, é o único instituto de ensino superior da China dedicado às artes cerâmicas. O antecessor da escola foi a Academia de Cerâmica da China, fundada em 1910. Em 1958, o Instituto de Cerâmica Jingdezhen foi estabelecido sob o sistema de graduação. Em 1984, a escola tornou-se uma unidade de concessão de mestrado. Em julho de 2013, foi adicionada como uma unidade de concessão de doutorado pelo Comitê de Graduação Acadêmica do Conselho de Estado. Em março de 2016, foi renomeada para a Universidade de Cerâmica Jingdezhen.
A área de Jingdezhen é historicamente significativa no desenvolvimento e produção de cerâmica chinesa; assim, a universidade serve para conectar técnicas e infra-estrutura educacionais modernas a uma fonte de tradição e tradição chinesa antiga. Seus graduados proeminentes incluem artistas como Jackson Li.

## Escolas
Academia de Arte em Cerâmica
Escola de Engenharia e Ciência dos Materiais
Faculdade de Administração e Economia
Escola de Engenharia Mecatrônica
Escola de Design Art
Escola de Engenharia da Informação
Academia do Marxismo
Faculdade de Arte, Cultura e Museu
Escola de Língua Estrangeira
Academia de Empreendedorismo
International College
Ministério do Esporte e Educação Militar
Faculdade de Tecnologia e Arte